# .sex
.sex est un domaine de premier niveau, proposé par ICM Registry, registre de noms de domaines dont .xxx, dans le but d'y permettre l'enregistrement de sites réservés au divertissement pornographique,.